# Honduranische Fußballnationalmannschaft
Die honduranische Fußballnationalmannschaft (Spitzname Los Catrachos) ist das von der Federación Nacional Autónoma de Fútbol de Honduras zusammengestellte Auswahlteam des zentralamerikanischen Staates Honduras.
Die bislang größten Erfolge erreichten die honduranischen Fußballer mit den Qualifikationen zur Fußball-Weltmeisterschaft 1982 in Spanien, der Fußball-Weltmeisterschaft 2010 in Südafrika und der Fußball-Weltmeisterschaft 2014 in Brasilien. Weitere Erfolge waren der Sieg des CONCACAF-Nations-Cup 1981 und der dritte Platz bei der Copa América 2001, bei der man unter anderem die brasilianische Auswahl mit 2:0 besiegte.

## Turniere

### Olympische Spiele
Die honduranische Nationalmannschaft hat bisher dreimal an den Qualifikationsspielen zum Fußballturnier bei den Olympischen Spielen teilgenommen: für die Spiele 1976 in Montreal, 1984 in Los Angeles und 1988 in Seoul. Bei allen Qualifikationsturnieren gelang der honduranischen Mannschaft die Qualifikation für die Olympischen Spiele nicht.
Nach 1988 hat die A-Nationalmannschaft nicht mehr an den Olympischen Spielen und den Qualifikationsspielen dazu teilgenommen; stattdessen spielte eine von der A-Nationalmannschaft unabhängige Olympiamannschaft die Turniere. Die Olympiamannschaft konnte sich bisher viermal für die Teilnahme an den Olympischen Spielen qualifizieren. 2000 und 2008 schied die honduranische Mannschaft in der Vorrunde aus.
Auch für die Olympischen Spiele 2012 in London schaffte die Olympiamannschaft die Qualifikation und erreichte durch zwei Unentschieden gegen Marokko und Japan sowie einem 1:0-Erfolg gegen Spanien das Viertelfinale, wo sie gegen Brasilien mit 2:3 ausschied.
2016 nimmt die Mannschaft zum vierten Mal teil nachdem sich die U-23 als Zweiter der CONCACAF-Qualifikation qualifizieren konnte.

### Weltmeisterschaften
Die honduranische Fußballnationalmannschaft nahm bisher dreimal an der Endrunde einer Fußball-Weltmeisterschaft teil: 1982 in Spanien, 2010 in Südafrika und 2014 in Brasilien.

#### 1962 bis 1978
Erstmals nahm Honduras an der Qualifikation zur WM 1962 teil, scheiterte in der Qualifikation allerdings an der Nationalmannschaft Costa Ricas. Auch in den darauffolgenden Jahren gelang die Qualifikation nicht: Honduras scheiterte in der Qualifikation für die WM 1966 an Mexiko, für die WM 1970 an El Salvador (im Anschluss an das Spiel kam es zu schweren Ausschreitungen mit vier Todesopfern, die den Fußballkrieg zwischen El Salvador und Honduras nach sich zogen) und für die WM 1974 an Haiti. Für die Weltmeisterschaft 1978 zog Honduras die Meldung vorzeitig zurück.

#### Weltmeisterschaft 1982
Die erste Endrundenteilnahme folgte bei der Fußball-Weltmeisterschaft 1982 in Spanien. Honduras spielte unter Trainer José de la Paz Herrera in einer Gruppe mit dem Gastgeber Spanien sowie Nordirland und Jugoslawien. Gegen Spanien gelang Honduras ein überraschendes 1:1. Ebenfalls 1:1 trennte sich die honduranische Mannschaft von Nordirland; das Tor für die Honduraner erzielte Eduardo Laing. Im anschließenden Spiel folgte eine 0:1-Niederlage gegen die Vertreter aus Jugoslawien. Mit zwei Punkten beendete Honduras die Gruppenphase auf dem vierten Tabellenplatz und schied folglich aus dem Turnier aus. Dennoch stellte die Teilnahme an der Endrunde sowie die zwei Punkte aus den Spielen gegen Spanien und Nordirland den bisher größten Erfolg der honduranischen Mannschaft dar.

#### Weltmeisterschaft 2010
Nach der ersten WM-Teilnahme Honduras 1982 in Spanien gelang es in den darauffolgenden sechs Qualifikationsrunden nicht mehr, sich für eine zweite Endrundenteilnahme zu qualifizieren. Erst für die Fußball-Weltmeisterschaft 2010 in Südafrika konnte sich die honduranische Auswahl wieder qualifizieren.
In der Vorrunde der Weltmeisterschaft 2010 in Südafrika traf die honduranische Nationalmannschaft in der Gruppe H auf Chile (0:1), Spanien (0:2) und Schweiz (0:0). Mit einem Punkt und ohne Torerfolg schied Honduras wie schon 1982 auch 2010 als Gruppenletzter aus dem Turnier aus.

#### Weltmeisterschaft 2014
Honduras gelang nach der Teilnahme an der Endrunde der WM 2010 auch die Qualifikation zur Endrunde der Fußball-Weltmeisterschaft 2014 in Brasilien. Als Gruppengegner der Gruppe E wurden Frankreich, Ecuador und die Schweiz gelost. Das erste Spiel gegen Frankreich verlor die honduranische Mannschaft mit 0:3, wobei Honduras Torwart Noel Valladares ein Eigentor unterlief und Wilson Palacios des Feldes verwiesen wurde. Das zweite Spiel gegen die Auswahl Ecuadors verlor Honduras mit 1:2, im dritten Gruppenspiel unterlag die Mannschaft der Schweizer Auswahl trotz vieler guter Torchancen mit 0:3. Alle drei Tore der Schweizer erzielte Xherdan Shaqiri. Damit schied die honduranische Nationalmannschaft auch bei ihrer dritten Endrundenteilnahme als Viertplatzierter in der Vorrunde aus.

### Meisterschaft der CONCACAF

#### CONCACAF Nation’s Cup
In den Jahren vor Weltmeisterschaften diente das Turnier gleichzeitig als WM-Qualifikation.
- 1963: Vierter
- 1965: nicht qualifiziert
- 1967: Dritter
- 1969: aufgrund des Fußballkriegs mit El Salvador disqualifiziert
- 1971: Sechster
- 1973: Vierter
- 1977: Teilnahme vor Beginn der Qualifikation zurückgezogen
- 1981: Sieger
- 1985: Zweiter
- 1989: nicht qualifiziert

#### CONCACAF Gold Cup
- 1991 – Zweiter
- 1993 – Vorrunde
- 1996 – Vorrunde
- 1998 – Vorrunde
- 2000 – Viertelfinale
- 2002 – nicht qualifiziert
- 2003 – Vorrunde
- 2005 – Halbfinale
- 2007 – Viertelfinale
- 2009 – Halbfinale
- 2011 – Halbfinale
- 2013 – Halbfinale
- 2015 – Vorrunde
- 2017 – Viertelfinale
- 2019 – Vorrunde
- 2021 – Viertelfinale
- 2023 – Vorrunde

### Mittelamerikameisterschaft

#### UNCAF Nations Cup
- 1991 – 2. Platz
- 1993 – Sieger
- 1995 – Sieger
- 1997 – 4. Platz
- 1999 – 3. Platz
- 2001 – Vorrunde
- 2003 – 4. Platz
- 2005 – 2. Platz
- 2007 – 5. Platz
- 2009 – 3. Platz

#### Copa Centroamericana
- 2011 – Sieger
- 2013 – 2. Platz
- 2014 – 5. Platz
- 2017 – Sieger

### Copa América
Honduras nahm bisher einmal (2001) als Gastmannschaft als Ersatz für Argentinien an der Copa América teil und belegte dabei den dritten Platz. Dabei wurde im Viertelfinale Brasilien mit 2:0 besiegt, der bis dato einzige Sieg gegen Brasilien.

## Rekordspieler
Stand: 21. November 2023
| Spiele    | Name                   | Zeitraum      |
| --------- | ---------------------- | ------------- |
| 181 (175) | Maynor Figueroa        | 2003 bis 2022 |
| 138 (137) | Amado Guevara          | 1994 bis 2010 |
| 135 (134) | Noel Valladares        | 2000 bis 2016 |
| 134 (130) | Boniek García          | 2005 bis 2017 |
| 111 (106) | Emilio Izaguirre       | 2007 bis 2020 |
| 101 (100) | Carlos Pavón           | 1993 bis 2010 |
| 097 (96)  | Wilson Palacios        | 2003 bis 2014 |
| 086       | Milton Nuñez           | 1994 bis 2008 |
| 086       | Victor Bernadez        | 2004 bis 2014 |
| 086       | Elvis Turcios          | 1999 bis 2010 |
| 085       | Jorge Aaron Claros     | 2007 bis 2018 |
| 083       | Julio de Leon Daily    | 1999 bis 2011 |
| 083       | Iván Guerrero          | 1999 bis 2010 |
| 078 (77)  | Carlo Costly           | 2007 bis 2017 |
| 071       | Samuel Caballero       | 1998 bis 2008 |
| 071       | Mario Roberto Martínez | 2010 bis 2018 |

Anmerkung: In Klammern von der FIFA gezählte Länderspiele gegen FIFA-Mitglieder gemäß FIFA Century Club.

### Rekordtorschützen
| Tore | Name             | Spiele   | Quote | WM-Tore | Goldcup-Tore |
| ---- | ---------------- | -------- | ----- | ------- | ------------ |
| 57   | Carlos Pavón     | 101      | 0,56  | 0       | 9            |
| 35   | Wilmer Velásquez | 048      | 0,73  |         | 3            |
| 34   | Milton Núñez     | 086      | 0,40  |         | 2            |
| 32   | Carlo Costly     | 078 (77) | 0,41  | 1       | 8            |
| 27   | Nicolás Suazo    | 051      | 0,53  |         | ?            |
| 27   | Amado Guevara    | 138      | 0,20  | 0       | 2            |
| 23   | Jerry Bengtson   | 069      | 0,33  | 0       | ?            |

Quelle: RSSSF.org

## Weitere bekannte Spieler

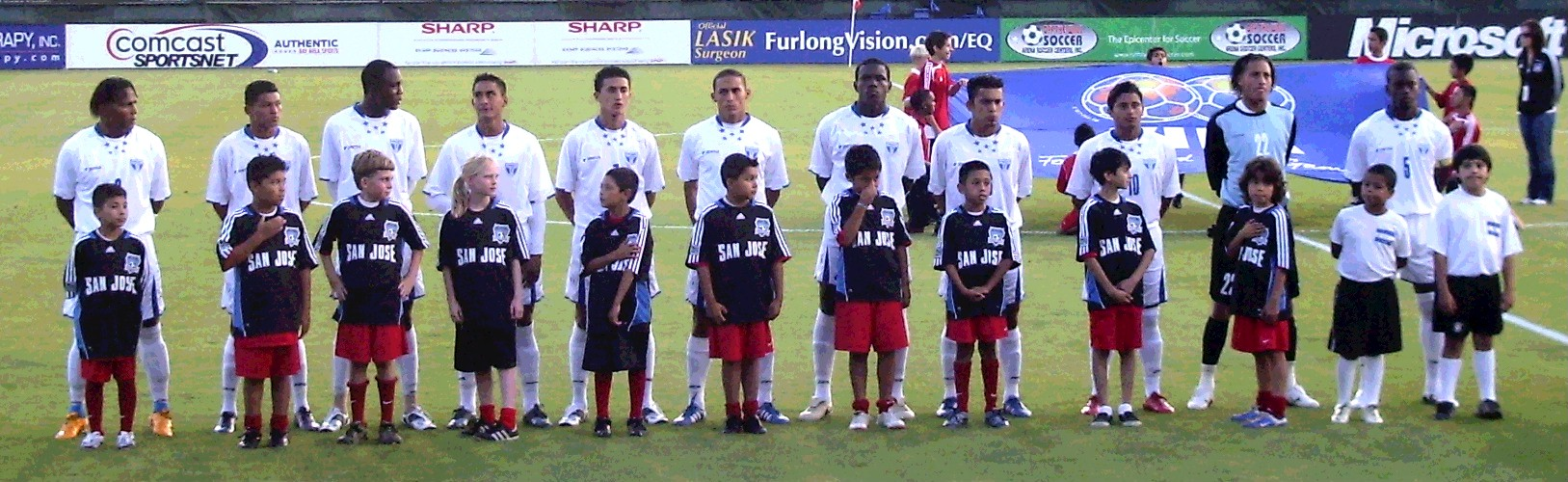
Honduranisches Team für die Olympischen Spiele 2008

- Edgar Anthony Reyes Alvarez (* 1980)
- Maynor René Suazo (* 1979)
- David Suazo (* 1979)
- Julio Suazo

## Trainerhistorie
| Trainer                | Zeitraum        |
| ---------------------- | --------------- |
| Peter Lange            | 1974–1976       |
| / Flavio Ortega        | 1991–1992, 2006 |
| Estanislao Malinowski  | 1993–1994       |
| Carlos Carranza        | 1995–1996       |
| Miguel Company         | 1997–1998       |
| Ramón Maradiaga        | 1999–2002       |
| / Bora Milutinović     | 2003–2004       |
| José de la Paz Herrera | 2005            |
| / Flavio Ortega        | 2006            |
| Reinaldo Rueda         | 2006–2010       |
| Alexis Mendoza         | 2010            |
| Juan de Dios Castillo  | 2010–2011       |
| Luis Fernando Suárez   | 2011–2014       |
| Hernán Medford         | 2014            |
| Jorge Luis Pinto       | 2014–2017       |
| Carlos Tábora          | 2018            |
| Jorge Jimenez          | 2018–2019       |
| Fabian Coito           | 2019–2021       |
| Hernán Darío Gómez     | 2021–2022       |
| Diego Vásquez          | 2022–2023       |
| Reinaldo Rueda         | 2023–           |

## Länderspiele gegen deutschsprachige Fußballnationalmannschaften
|    | Datum         | Ort             | Heimmannschaft | Resultat | Gastmannschaft |
| -- | ------------- | --------------- | -------------- | -------- | -------------- |
| 1. | 25. Juni 2010 | Bloemfontein () | Honduras       | 0:0      | Schweiz        |
| 2. | 25. Juni 2014 | Manaus ()       | Honduras       | 0:3      | Schweiz        |

Bisher gab es keine Spiele gegen Deutschland, Österreich und Liechtenstein.

## Besondere Vorkommnisse

### Fußballkrieg mit El Salvador
Am 26. Juni 1969 kam es nach einem Entscheidungsspiel in der Qualifikation zur Fußball-Weltmeisterschaft 1970 zwischen der honduranischen und der salvadorianischen Nationalmannschaft in Mexiko-Stadt zu schweren Unruhen. Der zuvor schon länger schwelende Konflikt um die Einwanderung von Salvadorianern nach Honduras hatte bereits nach dem zweiten Halbfinalspiel für Ausschreitungen, die durch Polizei und Militär El Salvadors niedergeschlagen wurden, gesorgt.
Nach den Unruhen im Anschluss an das Entscheidungsspiel, das El Salvador in der Verlängerung gewonnen hatte, entschied sich El Salvador zu einem militärischen Angriff auf Honduras mit dem Ziel, die von salvadorianischen Emigranten bewohnten Grenzgebiete in Honduras zu annektieren oder zumindest ein Bleiberecht für die Salvadorianer durchzusetzen. Der Angriff begann am 14. Juli 1969, rund drei Wochen nach dem Entscheidungsspiel, und ging als Fußballkrieg in die Geschichte ein. Das letzte Länderspiel der Konfliktparteien gilt allgemein als Auslöser der militärischen Eskalation, auch wenn der ursächliche Kriegsgrund ein anderer war.
Die Organisation Amerikanischer Staaten konnte zumindest die kriegerische Auseinandersetzung nach wenigen Tagen durch Sanktionsdrohungen beilegen, sodass die zum Teil auch als 100-Stunden-Krieg bezeichnete Militärintervention schon fünf Tage später, am 18. Juli 1969, endete. Insgesamt kostete sie 2100 Menschen das Leben, die Zentralamerikanische Freihandelszone wurde für 24 Jahre außer Kraft gesetzt und die erzwungene Rückkehr von 300.000 Salvadorianern aus Honduras sorgte in El Salvador für eine humanitär und sozial angespannte Lage.